# Bembrops filiferus
Bembrops filiferus is een straalvinnige vissensoort uit de familie van de baarszalmen (Percophidae). De wetenschappelijke naam van de soort is voor het eerst geldig gepubliceerd in 1905 door Gilbert.